# جيريمي موس
جيريمي موس هو سياسي أمريكي، ولد في 23 يونيو 1986 في ساوثفيلد في الولايات المتحدة. نشط حزبياً في الحزب الديمقراطي. وقد انتخب عضو مجلس نواب ميشيغان ‏.

## وصلات خارجية
- الموقع الرسمي